# Кузани, Агостино
Агостино Кузани (итал. Agostino Cusani; 20 октября 1655, Милан, Миланское герцогство — 27 декабря 1730, там же) — итальянский куриальный кардинал, папский дипломат и доктор обоих прав. Титулярный архиепископ Амасеи со 2 апреля 1696 по 14 октября 1711. Апостольский нунций в Венеции с 26 апреля 1696 по 29 мая 1706. Апостольский нунций во Франции с 29 мая 1706 по 18 мая 1712. Епископ-архиепископ Павии с 14 октября 1711 по 12 июля 1724. Кардинал-священник с 18 мая 1712, с титулом церкви Санта-Мария-дель-Пополо с 30 января 1713 по 27 декабря 1730. 